# Морис Торез
Морис Торез (Maurice Thorez) е френски политик, дългогодишен генерален секретар на Френската комунистическа партия (1930 – 1964). Вицепремиер на Франция от 1946 до 1947 година.
През 1919 година се присъединява към Френската секция на работническия интернационал (Section française de l’Internationale ouvrière, SFIO) – сред многобройните по онова време социалистически партии във Франция, но скоро след това става член на Френската комунистическа партия. Вкарван е в затвора няколко пъти за политически активизъм. През 1923 г. става партиен секретар, а през 1930 година – генерален секретар, като остава на длъжността 34 години до смъртта си.